# 霍索恩山
72°14′S 98°29′W / 72.233°S 98.483°W
霍索恩山（英語：Mount Hawthorne）是南極洲的山峰，位於埃爾斯沃思地的瑟斯頓島，處於諾維爾半島底部以南，屬於沃克山脈的一部分，由美國的探險隊發現，現時由南極條約體系管理。